# ماسوویل، کبک
ماسوویل (به فرانسوی: Massueville) روستایی در منطقه شهری پیر-دو-سورل ناحیه مونترژی در استان کبک کانادا است. در سرشماری سال ۲۰۱۱ این روستا ۵۵۳ نفر جمعیت داشته‌است و مساحت آن ۱٫۲۹ کیلومتر مربع است.